# San Juan, Zacualpan
San Juan är en ort i Mexiko.   Den ligger i kommunen Zacualpan och delstaten Mexiko, i den södra delen av landet, 110 km sydväst om huvudstaden Mexico City. San Juan ligger 2 025 meter över havet och antalet invånare är 219.
Terrängen runt San Juan är huvudsakligen kuperad, men åt sydväst är den bergig. Runt San Juan är det ganska tätbefolkat, med 54 invånare per kvadratkilometer. Närmaste större samhälle är Ixtapan de la Sal, 18,8 km nordost om San Juan. I omgivningarna runt San Juan växer huvudsakligen savannskog.